# 1969年スペイングランプリ
1969年スペイングランプリ (1969 Spanish Grand Prix) は、1969年のF1世界選手権第2戦として、1969年5月4日にモンジュイック・サーキットで開催された。

## 背景
マドリードがハラマ・サーキットを建設したことで対抗意識を持ったカタルーニャ人は、スペイン内戦が勃発する前の1930年代初頭に使用されていたムンジュイックの丘にある公園にあった公道コースを復活させることを決めた。スペイン自動車連盟はマドリードとバルセロナで交互にスペインGPを開催せざるを得なくなった。このサーキットの一部は再舗装され、コースに沿ってバリアが設けられ、グランプリの開催基準を満たしていた。
前戦南アフリカGPから2ヶ月のインターバルがあったが、その間に非選手権レースが2戦開催された。ブランズ・ハッチで開催されたレース・オブ・チャンピオンズはマトラのジャッキー・スチュワートが制し、シルバーストン・サーキットで開催されたインターナショナル・トロフィーはジャック・ブラバムがエンジンをDFVに変えてから最初の勝利を挙げた。前年にクーパーのレギュラードライバーを務めていたルシアン・ビアンキは、ル・マンでアルファロメオをテスト走行中に事故死した。

## エントリー
主要チームのドライバーは前戦南アフリカGPと変わらなかったが、新たにフランク・ウィリアムズが創設したプライベートチーム「フランク・ウィリアムズ・レーシングカーズ」が初めてF1に参戦した。ドライバーはイギリスの若手ピアス・カレッジで、マシンはブラバム・BT26A、エンジンはDFVを使用する。マトラは中断期間中、新車MS80の熟成にいそしみ、本レースからMS80を投入した。マクラーレンは、F5000で使用していたM10Aのモノコックを流用したM7Cを、オーナーのブルース・マクラーレンが走らせた。

### エントリーリスト
| チーム                                                      | No. | ドライバー                     | コンストラクター | シャシー | エンジン                         | タイヤ |
| ----------------------------------------------------------- | --- | ------------------------------ | ---------------- | -------- | -------------------------------- | ------ |
| ゴールドリーフ・チーム・ロータス                            | 1   | グラハム・ヒル                 | ロータス         | 49B      | フォード・コスワース DFV 3.0L V8 | F      |
| ゴールドリーフ・チーム・ロータス                            | 2   | ヨッヘン・リント               | ロータス         | 49B      | フォード・コスワース DFV 3.0L V8 | F      |
| モーターレーシング・ディベロップメンツ・リミテッド          | 3   | ジャック・ブラバム             | ブラバム         | BT26A    | フォード・コスワース DFV 3.0L V8 | G      |
| モーターレーシング・ディベロップメンツ・リミテッド          | 4   | ジャッキー・イクス             | ブラバム         | BT26A    | フォード・コスワース DFV 3.0L V8 | G      |
| ブルース・マクラーレン・モーターレーシング                  | 5   | デニス・ハルム                 | マクラーレン     | M7A      | フォード・コスワース DFV 3.0L V8 | G      |
| ブルース・マクラーレン・モーターレーシング                  | 6   | ブルース・マクラーレン         | マクラーレン     | M7C      | フォード・コスワース DFV 3.0L V8 | G      |
| マトラ・インターナショナル                                  | 7   | ジャッキー・スチュワート       | マトラ           | MS80     | フォード・コスワース DFV 3.0L V8 | D      |
| マトラ・インターナショナル                                  | 8   | ジャン＝ピエール・ベルトワーズ | マトラ           | MS80     | フォード・コスワース DFV 3.0L V8 | D      |
| レグ・パーネル・レーシング                                  | 9   | ペドロ・ロドリゲス             | BRM              | P126     | BRM P142 3.0L V12                | G      |
| ロブ・ウォーカー/ジャック・ダーラッシャー・レーシングチーム | 10  | ジョー・シフェール             | ロータス         | 49B      | フォード・コスワース DFV 3.0L V8 | F      |
| フランク・ウィリアムズ・レーシングカーズ                    | 11  | ピアス・カレッジ               | ブラバム         | BT26A    | フォード・コスワース DFV 3.0L V8 | D      |
| オーウェン・レーシング・オーガニゼーション                  | 12  | ジャッキー・オリバー           | BRM              | P133     | BRM P142 3.0L V12                | D      |
| オーウェン・レーシング・オーガニゼーション                  | 14  | ジョン・サーティース           | BRM              | P138     | BRM P142 3.0L V12                | D      |
| スクーデリア・フェラーリ SpA SEFAC                          | 15  | クリス・エイモン               | フェラーリ       | 312/69   | フェラーリ 255C 3.0L V12         | F      |
| ソース:                                                     |     |                                |                  |          |                                  |        |

## 予選
ヨッヘン・リントがポールポジションを獲得し、クリス・エイモン、グラハム・ヒルとともにフロントローを分け合った。ジャッキー・スチュワートとジャック・ブラバムが2列目を分け合い、ジョー・シフェール、ジャッキー・イクス、デニス・ハルムが3列目を占めた。

### 予選結果
| 順位    | No. | ドライバー                     | コンストラクター      | タイム | 差   | グリッド |
| ------- | --- | ------------------------------ | --------------------- | ------ | ---- | -------- |
| 1       | 2   | ヨッヘン・リント               | ロータス-フォード     | 1:25.7 | -    | 1        |
| 2       | 15  | クリス・エイモン               | フェラーリ            | 1:26.2 | +0.5 | 2        |
| 3       | 1   | グラハム・ヒル                 | ロータス-フォード     | 1:26.6 | +0.9 | 3        |
| 4       | 7   | ジャッキー・スチュワート       | マトラ-フォード       | 1:26.9 | +1.2 | 4        |
| 5       | 3   | ジャック・ブラバム             | ブラバム-フォード     | 1:27.8 | +2.1 | 5        |
| 6       | 10  | ジョー・シフェール             | ロータス-フォード     | 1:28.2 | +2.5 | 6        |
| 7       | 4   | ジャッキー・イクス             | ブラバム-フォード     | 1:28.4 | +2.7 | 7        |
| 8       | 5   | デニス・ハルム                 | マクラーレン-フォード | 1:28.6 | +2.9 | 8        |
| 9       | 14  | ジョン・サーティース           | BRM                   | 1:28.9 | +3.2 | 9        |
| 10      | 12  | ジャッキー・オリバー           | BRM                   | 1:29.2 | +3.5 | 10       |
| 11      | 11  | ピアス・カレッジ               | ブラバム-フォード     | 1:29.3 | +3.6 | 11       |
| 12      | 8   | ジャン＝ピエール・ベルトワーズ | マトラ-フォード       | 1:29.5 | +3.8 | 12       |
| 13      | 6   | ブルース・マクラーレン         | マクラーレン-フォード | 1:29.7 | +4.0 | 13       |
| 14      | 9   | ペドロ・ロドリゲス             | BRM                   | 1:34.1 | +8.4 | 14       |
| ソース: |     |                                |                       |        |      |          |

## 決勝
ポールポジションからスタートするヨッヘン・リントがリードし、すぐにクリス・エイモンらを引き離していった。ジョー・シフェールはグラハム・ヒルを抜いて3位に浮上した。9周目にヒルのリアウィングが脱落してクラッシュし、首位を快走するリントも11周後、チームメイトのヒルと同様にリアウィングが突然脱落してしまい、ダウンフォースを失ったせいでガードレールに激しくクラッシュし、マシンは大破して裏返しになってしまった。ほぼ同じ場所でクラッシュしていたヒルが駆けつけてリントを救出にあたり、幸いリントは鼻の骨折などの軽症で済んだが、この事故により次戦モナコGPを欠場せざるを得なくなった。これでエイモンがトップに立ち、シフェールが2位に浮上したが、シフェールは31周目にエンジントラブルでリタイアするとスチュワートが2位となるが、首位エイモンに30秒以上の差を付けられていた。その後方にジャック・ブラバムとジャッキー・イクスのブラバム勢が3-4位に続いた。ブラバムは52周目にエンジントラブルでリタイアし、首位を独走するエイモンも57周目に入った直後にエンジンが爆発してリタイアした。エイモンは結果的にこれがフェラーリでリードを奪った最後のレースとなった。これでスチュワートがイクスを従えて首位に立った。64周目にイクスのリアウィングも壊れ、新しいリアウィングを取り付ける間にブルース・マクラーレンの先行を許して3位に後退し、最終ラップで（おそらくリアウィングからのダウンフォースによる）リアサスペンションのトラブルによりマシンを降り、6位完走扱いに終わった。スチュワートはライバルチームに不運が続いたことで思いがけぬ勝利を手に入れ、開幕2連勝を達成した。しかも、2位のマクラーレンに2周の差を付ける独走であり、これほどの独走記録はスチュワートの他、1995年オーストラリアGPのデイモン・ヒルによる2例のみである。

### レース結果
| 順位    | No. | ドライバー                     | コンストラクター      | 周回数 | タイム/リタイア原因 | グリッド | ポイント |
| ------- | --- | ------------------------------ | --------------------- | ------ | ------------------- | -------- | -------- |
| 1       | 7   | ジャッキー・スチュワート       | マトラ-フォード       | 90     | 2:16:54.0           | 4        | 9        |
| 2       | 6   | ブルース・マクラーレン         | マクラーレン-フォード | 88     | +2 Laps             | 13       | 6        |
| 3       | 8   | ジャン＝ピエール・ベルトワーズ | マトラ-フォード       | 87     | +3 Laps             | 12       | 4        |
| 4       | 5   | デニス・ハルム                 | マクラーレン-フォード | 87     | +3 Laps             | 8        | 3        |
| 5       | 14  | ジョン・サーティース           | BRM                   | 84     | +6 Laps             | 9        | 2        |
| 6       | 4   | ジャッキー・イクス             | ブラバム-フォード     | 83     | +7 Laps             | 7        | 1        |
| Ret     | 9   | ペドロ・ロドリゲス             | BRM                   | 73     | エンジン            | 14       |          |
| Ret     | 15  | クリス・エイモン               | フェラーリ            | 56     | エンジン            | 2        |          |
| Ret     | 3   | ジャック・ブラバム             | ブラバム-フォード     | 51     | エンジン            | 5        |          |
| Ret     | 10  | ジョー・シフェール             | ロータス-フォード     | 30     | オイル漏れ          | 6        |          |
| Ret     | 2   | ヨッヘン・リント               | ロータス-フォード     | 19     | アクシデント        | 1        |          |
| Ret     | 11  | ピアス・カレッジ               | ブラバム-フォード     | 18     | エンジン            | 11       |          |
| Ret     | 1   | グラハム・ヒル                 | ロータス-フォード     | 8      | アクシデント        | 3        |          |
| Ret     | 12  | ジャッキー・オリバー           | BRM                   | 1      | オイルパイプ        | 10       |          |
| ソース: |     |                                |                       |        |                     |          |          |

ファステストラップ
- ヨッヘン・リント - 1:28.3（15周目）

ラップリーダー
- ヨッヘン・リント - 19周 (Lap 1-19)
- クリス・エイモン - 37周 (Lap 20-56)
- ジャッキー・スチュワート - 34周 (Lap 57-90)

## レース後
前年のベルギーGPにフェラーリが装着し始めたハイマウントウィングはレースごとに大型化の一途を辿り、当初は後輪部分のみだったが、ブラバムに加えてロータスやマトラなどは前輪部分にも巨大なウィングを取り付けた。しかし、ウィングの固定方式はサスペンションアームに直接取り付ける原始的なものであり、それがトラブルの原因にもなった。ウィングが正常に働けば効果は絶大だったが、一度壊れると突如コントロール不能に陥り、本レースのロータス勢のように2台ともマシンがクラッシュにより大破し、リントが負傷する事態となった。そのリントは病室からFIAにウィングの禁止を訴え、FIAも事態を重大視した結果、次戦モナコGPのレースウィーク期間中にウィングの高さを大幅に制限することを決めたため、ハイマウントウィングを装着したマシンによるレースは今回が最後となった。

## 第2戦終了時点のランキング
|         | 順位 | ドライバー                     | ポイント |
| ------- | ---- | ------------------------------ | -------- |
|         | 1    | ジャッキー・スチュワート       | 18       |
| 3       | 2    | ブルース・マクラーレン         | 8        |
|         | 3    | デニス・ハルム                 | 7        |
| 2       | 4    | グラハム・ヒル                 | 6        |
| 1       | 5    | ジャン＝ピエール・ベルトワーズ | 5        |
| ソース: |      |                                |          |

|         | 順位 | コンストラクター      | ポイント |
| ------- | ---- | --------------------- | -------- |
|         | 1    | マトラ-フォード       | 18       |
| 1       | 2    | マクラーレン-フォード | 10       |
| 1       | 3    | ロータス-フォード     | 6        |
|         | 4    | BRM                   | 2        |
| 1       | 5    | ブラバム-フォード     | 1        |
| ソース: |      |                       |          |

- 注:  トップ5のみ表示。前半6戦のうちベスト5戦及び後半5戦のうちベスト4戦がカウントされる。